# Zoltán Bakó
Zoltán Bakó (Budapeste, 11 de novembro de 1951) é um ex-canoísta húngaro especialista em provas de velocidade.

## Carreira
Foi vencedor da medalha de bronze em K-2 1000 m em Montreal 1976, junto com o seu colega de equipa István Szabó.